# Francisco Villota
Francisco Villota y Baquiola (Madrid, 18 novembre 1873 – Madrid, 7 gennaio 1950) è stato un giocatore di palla basca spagnolo, vincitore di una medaglia d'oro nella pelota basca maschile a squadre ai Giochi della II Olimpiade.

## Palmarès
In carriera ha conseguito i seguenti risultati:
- Giochi olimpici

Parigi 1900: oro nella pelota maschile a squadre.